# André Rieu
André Rieu Léon Marie Nicolas (sinh ngày 1 tháng 10 năm 1949) là một nghệ sĩ vĩ cầm và nhạc trưởng người Hà Lan nổi tiếng ở Dàn nhạc Johann Strauss chơi nhạc waltz. Rieu và dàn nhạc Johann Strauss đã đưa nhạc cổ điển và waltz chơi hòa nhạc lưu diễn lưu hành trên toàn thế giới, đạt thành công như những buổi biểu diễn âm nhạc pop và rock lớn nhất.

## Các tác phẩm chính
- Maastricht Salon Orkest – Serenata (1984)
- Hieringe biete 1 (1989)
- D'n blauwen aovond (1992)
- Merry Christmas (1992)
- Strauss & Co (1994)
- The Vienna I Love (1995)
- In Concert (1996)
- Strauss Gala (1997)
- The Christmas I Love (October 1997)
- Romantic Moments (1998)
- 100 Years of Strauss (1999)
- Fiesta! (October 1999)
- La vie est belle (2000) – Berlin
- Musik zum Träumen (Dreaming) (2001)
- Live at the Royal Albert Hall (April 2002)
- Love Around the World (November 2002)
- Gala Concert (December 2002) – Hamburg
- Romantic Paradise (September 2003) – Cortona, Italy
- Live in Dublin (October 2003)
- André Rieu at the Movies (March 2004)
- The Flying Dutchman (July 2004)
- Live in Tuscany (September 2004)
- Songs from My Heart (2005)
- Roses from the South (June 2005) – Mainau, Germany
- New Year's Eve in Vienna (October 2005)
- Auf Schönbrunn (July 2006) – Vienna)
- Christmas Around the World (October 2006)
- New York Memories (November 2006) – Radio City NY
- The 100 Most Beautiful Melodies (May 2007) – Australian Albums: No.2
- Masterpieces (September 2007) – Australian Albums: No.9
- In Wonderland (November 2007) – Efteling, Nederland
- Waltzing Matilda (April 2008) – Australian Albums: No.1
- Live in Vienna (September 2008)
- Ich tanze mit dir in den Himmel hinein (October 2008) – Wedding, Semper Opera, Dresden
- Live in Maastricht II (November 2008)
- Live in Australia (December 2008) – Australian Albums: No.14
- You'll Never Walk Alone (May 2009) – Australian Albums: No.2
- Live in Maastricht III (ngày 8 tháng 9 năm 2009)
- I Lost My Heart in Heidelberg (ngày 29 tháng 9 năm 2009) – with the Berlin Comedian Harmonists
- The Very Best of André Rieu (October 2009) – Australian Albums: No.23
- Forever Vienna (December 2009) – UK: #2, IRE: No.4
- You Raise Me Up – Songs for Mum (May 2010) – Australian Albums: No.8
- My African Dream (August 2010) – South Africa
- Live in Maastricht IV (September 2010)
- Moonlight Serenade (November 2010) – Australian Albums: No.17
- And the Waltz Goes On (2011)
- Live in Brazil (2012)
- Home for Christmas (ngày 11 tháng 12 năm 2012)
- Live in Maastricht VI (October 2013) – 25th anniversary
- Nuits magiques (November 2013)
- Love Letters (February 2014)
- Les mélodies du bonheur (May 2014)
- Un amour à Venise (November 2014)